# José Luis Ayllón
José Luis Ayllón Manso, né le 5 juillet 1970, est un homme politique espagnol membre du Parti populaire (PP).
Il devient député de la circonscription de Barcelone en octobre 2001.

## Biographie

### Profession
Il est licencié en droit par l'Université de Barcelone et avocat.

### Carrière politique
Il est Secrétaire d'État chargé des relations avec les Cortes Generales entre 2011 et 2018.
Le 12 mars 2000, il est élu député pour Madrid au Congrès des députés et réélu successivement depuis.